# Microsoft Project
Microsoft Project (MSP hoặc WinProj) là một phần mềm quản lý dự án được phát triển và bán bởi Microsoft. Chương trình này được thiết kế để hỗ trợ quản lý dự án trong việc phát triển các kế hoạch, phân công nguồn lực cho dự án, theo dõi tiến độ, quản lý ngân sách và phân tích khối lượng công việc.
Mặc dù mang nhãn hiệu như là một thành viên của gia đình Microsoft Office nhưng nó chưa bao giờ được đi kèm trong bất cứ trong bộ Office nào (như Visio). Tương tự, Office 2010 cũng như vậy. Project có hai phiên bản, Standard và Professional. Đuôi mở rộng của Microsoft Project là .mpp
Microsoft Project và Microsoft Project Server là nền tảng của Microsoft Office Enterprise Project Management. Microsoft Project 2010 sử dụng giao diện Ribbon.

## Lịch sử
Năm 1984, một công ty làm việc cho hãng Microsoft đã cho phát hành phiên bản đầu tiên của Microsoft Project chạy trên hệ điều hành DOS. Microsoft đã mua lại toàn bộ bản quyền phần mềm này và phát hành phiên bản 2 vào năm 1985. Phiên bản 3 dành cho DOS, được phát hành vào năm 1986. Phiên bản 4 cho DOS (Project 4.0 for DOS) là phiên bản DOS cuối cùng, phát hành năm 1986. Phiên bản dùng cho Windows đầu tiên đã được phát hành vào năm 1990, và được đặt tên là Version 1 for Windows.
Phiên bản đầu tiên dùng cho máy vi tính Macintosh (chạy hệ điều hành Mac OS) đã được phát hành vào năm 1991, và tiếp tục phát triển thành Project 4.0 for Mac vào năm 1993. Nhưng tới năm sau, năm 1994, Microsoft đã ngừng phát triển hầu hết các ứng dụng trên Mac và không đưa ra một phiên bản Project mới vào bộ Office cho đến năm 1998, sau khi một Microsoft Macintosh Business Unit (MacBU) mới được tạo ra vào năm 1993. MacBU không bao giờ còn phát hành và cập nhật các phiên bản Project nữa, và các phiên bản Project cho Mac, từ năm 1993 về trước, không thể chạy được trên Mac OS X nữa.
Các phiên bản Microsoft Project tiếp theo cho Windows đã được phát hành vào các năm 1992 (phiên bản 3), 1993 (phiên bản 4), 1995, 1998, 2000, 2002, 2003 và 2007.

## Tính năng
Project tạo ra ngân sách dựa trên việc phân công, tỉ lệ tài nguyên. Mỗi tài nguyên có một lịch trình riêng của mình, trong đó xác định những gì thay đổi một tài nguyên
Có thể sử dụng Microsoft Project để:
1. · Tạo ra các kế hoạch cho dự án. Xác định được thời gian phải hoàn thành
2. · Lập tiến độ thích hợp với các nhiệm vụ cần phải thực hiện
3. · Phân bổ nguồn lực và chi phí cho các công tác
4. · Cho phép điều chỉnh kế hoạch phù hợp với các ràng buộc về thời gian và chi phí tài nguyên giới hạn
5. · Quản lý dự án theo tiến độ và chi phí bằng phương pháp Earned Value Method
6. · Xem các thông tin, dữ liệu theo nhiều cách, đánh dấu, lọc và sắp xếp thông tin dự án theo cách của bạn
7. · Cộng tác và chia sẻ dữ liệu với những thành viên trong nhóm để tăng năng suất làm việc
8. · Chuẩn bị những báo cáo mang tính chất chuyên nghiệp để trình bày cho ban lãnh đạo, tư vấn giám sát, chủ đầu tư, công nhân…